# Victoria Nuland
Victoria Jane Nuland, född 1 juli 1961 i New York, är en amerikansk diplomat som bland annat tjänstgjort som minister för politiska angelägenheter från 2021 till 2024 och biträdande utrikesminister för europeiska och eurasiska frågor 2013 till 2017. Hon var också USA:s 18:e NATO-ambassadör 2005 till  2008. 

## Familj och personligt
Nulands make, Robert Kagan, är historiker, utrikespolitisk kommentator vid Brookings Institution och medgrundare 1998 av det neokonservativa Project for the New American Century (PNAC).Hon har två barn. Hon är ibland informellt känd som Toria Nuland.